# Trittame ingrami
Trittame ingrami är en spindelart som beskrevs av Raven 1990. Trittame ingrami ingår i släktet Trittame och familjen Barychelidae.
Artens utbredningsområde är Queensland. Inga underarter finns listade i Catalogue of Life.